# Station Wieleń Południowy
Station Wieleń Południowy is een spoorwegstation in de Poolse plaats Wieleń.